# Aleksandr Shefer
Alexandr Shefer es un antiguo ciclista y director deportivo  kazajo, nacido el 28 de agosto de 1971 en Alma-Ata. Como otros corredores de las Repúblicas soviéticas se convirtió en independiente en 1991, comenzó su carrera profesional en equipos soviéticos. Estuvo en la seleeción soviética en los campeonatos del mundo de 1990. Su carrera como ciclista profesional empezó en 1993 y terminó al final de la temporada 2003. Siempre estuvo en equipos italianos. Se convirtió en 2006 en director deportivo del equipo Astana.

## Palmarés
1990
- 1 etapa del Giro de las Regiones
- Regio-Tour

1992
- 2 etapas de la Settimana Ciclistica Lombarda

2001
- Giro de los Apeninos
- 1 etapa de la Vuelta a Andalucía

2002
- Giro de Toscana
- 1 etapa de la Vuelta a Andalucía

## Resultados en las grandes vueltas
| Carrera         | 1993 | 1994 | 1995 | 1996 | 1997 | 1998 | 1999 | 2000  | 2001 | 2002 | 2003 |
| --------------- | ---- | ---- | ---- | ---- | ---- | ---- | ---- | ----- | ---- | ---- | ---- |
| Giro de Italia  | -    | -    | -    | 8º   | -    | -    | 21º  | -     | 25º  | -    | -    |
| Tour de Francia | -    | -    | -    | -    | -    | -    | -    | -     | -    | Ab.  | -    |
| Vuelta a España | -    | -    | -    | -    | -    | -    | 46.º | 101.º | 62.º | -    | -    |
| Mundial en Ruta | -    | -    | -    | Ab.  | -    | -    | Ab.  | -     | -    | -    | -    |